# Большие Скурихины
 Большие Скурихины  — деревня в Орловском районе Кировской области. Входит в состав Орловского сельского поселения.

## География
Расположена на расстоянии примерно 14 км по прямой на запад от райцентра города Орлова.

## История
Известна с 1802 года как починок Калямовский с 28 дворами. В  1905 году (выселок из починка Колямовского или Большие Скурихины) дворов 15 и жителей 122, в 1926 (деревня Большие Скурихины) 26 и 107, в 1950 16 и 66, в 1989 36 жителей. С 2006 по 2011 год входила в состав Подгороднего сельского поселения.

## Население
Постоянное население составляло 15 человек (русские 100%) в 2002 году, 8 в 2010.